# 阴影绒毛鲨
阴影绒毛鲨（学名：Cephaloscyllium umbratile），又名頭鮫，为軟骨魚綱真鯊目猫鲨科绒毛鲨属的一種。

## 分布
本魚分布于西太平洋區，包括日本南部、朝鲜西南沿海、台灣、中國、越南等海域。一般栖息于近海底层。该物种的模式产地在Nakasaki。

## 深度
水深20至200公尺。

## 特徵
本魚體延長，粗壯，往尾部漸細長。頭寬扁，前端鈍圓。齒細小而多，盾鱗細如絨毛，體黃褐色，在成長過程中體側斑變化大，一般體背具多條鞍狀暗斑，體側散布許多黑心白緣的圓斑，或暗色斑點或深褐色斑塊。體長可達120公分。

## 生態
本魚棲息在沿岸礁區，屬肉食性，以硬骨魚為主食，偶爾也捕食其他小型鯊魚或烏賊。

## 經濟利用
食用魚，可做魚肝油或沙魚煙，另可飼養在水族館中供欣賞。